# 加姆斯哈爾特山
47°33′52″N 12°18′0″E / 47.56444°N 12.30000°E

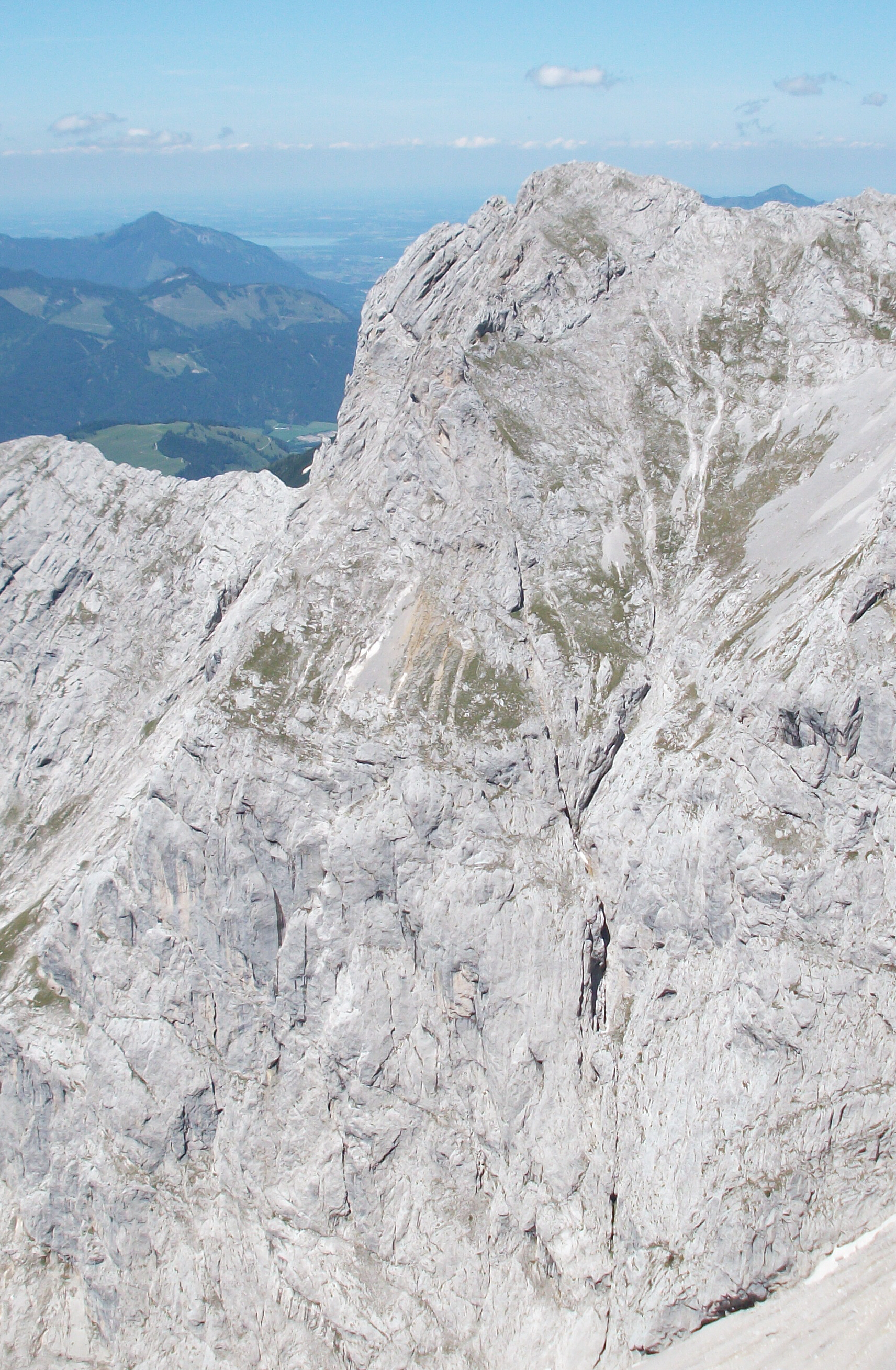

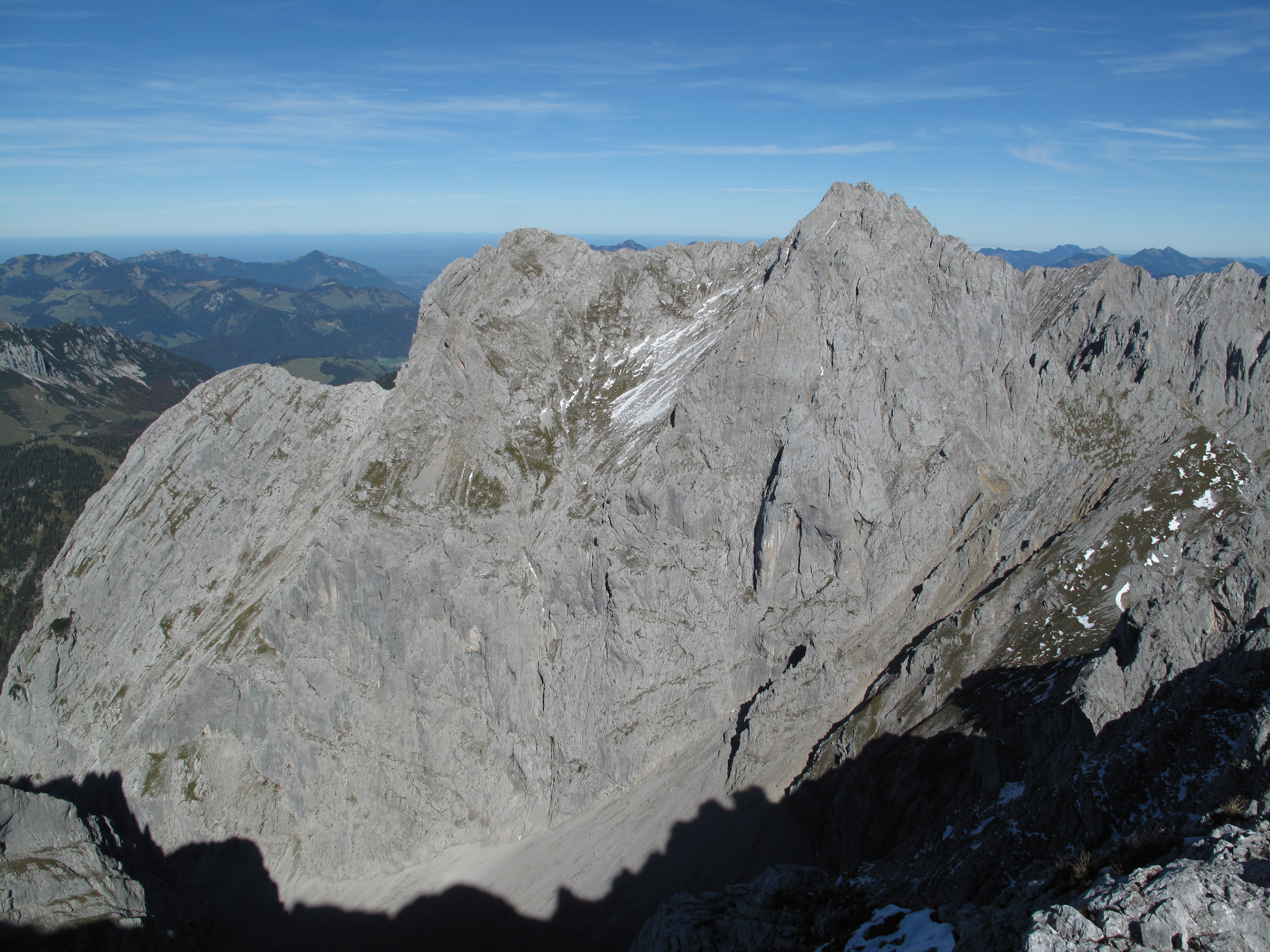

加姆斯哈爾特山（德語：Gamshalt），是奧地利的山峰，位於該國西部，由蒂羅爾州負責管轄，屬於皇帝山脈的一部分，距離埃爾毛爾哈爾特山0.3公里，海拔高度2,291米。